# Улица Бекетова (Нижний Новгород)
Улица Беке́това — улица в Советском районе Нижнего Новгорода, соединяет улицу Ванеева и проспект Гагарина, длина достигает приблизительно 3600 метров.

## История и происхождение названия
Улица названа в честь Андрея Николаевича Бекетова, русского ботаника, педагога, организатора и популяризатора науки, общественного деятеля. На доме № 20 висит памятная доска с надписью: 

Улица названа в честь выдающегося учёного 

создателя школы русских ботаников-географов 

профессора Андрея Николаевича Бекетова 

1825 · 1902

Улица Бекетова появилась на карте города в начале второй половины XX века, когда на месте бывших огородов и садов появились жилые дома. Здания возводили сами жители, это был так называемый «метод народной стройки» («горьковский метод»). Сам «застройщик» мог претендовать на одну квартиру. Ранее улица Бекетова также была главной магистралью бывшего посёлка Бекетова, население которого составляли работники окрестных заводов. Ныне посёлок сокращён и частично состоит в составе Лапшихи.

## Характеристика и расположение
Соединяет важные магистрали города (улицу Ванеева и проспект Гагарина), находясь между ними. Длина — около 3—4 км; связана как с довольно крупными улицами (Нартова), так и с достаточно небольшими (Головнина, Саврасова, Горловская, Заярская и Моховая), которые связывают её с находящейся параллельно улицей Юбилейной.
Старая застройка, построенная «методом народной стройки», составляет значительную часть улицы. По большей части застройка представляет собой дома небольшие здания уровнем от двух до пяти этажей, скрывающиеся за куда как более высокими деревьями. Часто фасад здания покрашен в жёлтый цвет. Среди пятиэтажной застройки фасад также сохраняет свой цвет таким, каким он был при строительстве, а большинство пятиэтажных зданий построены из тёмно-красного кирпича.

## Объекты и достопримечательности
Улица очень оживлённая, по этой причине первые этажи из квартир превращены в коммерческую недвижимость почти на всём протяжении улицы.
ГАУ НО Культурно-развлекательный комплекс «Нагорный» (просп. Гагарина, 29; близко расположен к улице).
Нижегородский институт управления — филиал РАНХиГС (просп. Гагарина, 46; близко расположен к улице).
Бизнес-центр «Чёрная Жемчужина» (просп. Гагарина,50; близко расположен к улице).
Офисное здание с отделением «Сбербанк» (ул. Бекетова,3Б).
Нижегородское музыкальное училище имени М. А. Балакирева (ул. Бекетова, 5Б).
Нижегородский техникум отраслевых технологий [HТОТ] (ул. Бекетова, 8Б).
Росгидромет (ул. Бекетова,10).
Мемориал «65 лет победы» (ул. Бекетова, 13А)
Ул. Бекетова, 13А, ул. Бекетова, 13К, ул. Нартова,2; (близко расположено к улице) [коммерческие здания].
Сквер 65-летия Победы
МАОУ Гимназия № 53 (ул. Бекетова, 19)
МБОУ школа № 173 имени Героя Советского Союза Д. А. Аристархова (ул. Бекетова, 29А)
Караоке-клуб, банкетный зал, кафе, боулинг-клуб (улица Бекетова, 38)
Детский сад № 283 «Золотой ключик» (ул. Бекетова, 35В)
Церковь Владимирской-Оранской Богоматери и защитников Отечества, детская площадка рядом с ней (ул. Бекетова, 61, корп. 1)